# Aphonopelma
Cichonóżka (Aphonopelma) – rodzaj pająków z rodziny ptasznikowatych. Obejmuje 54 opisanych gatunków, będąc najliczniejszym rodzajem ptasznikowatych.